# Begonia maculata
Begonia maculata là một loài thực vật có hoa trong họ Thu hải đường. Loài này được Raddi mô tả khoa học đầu tiên năm 1820.

## Hình ảnh

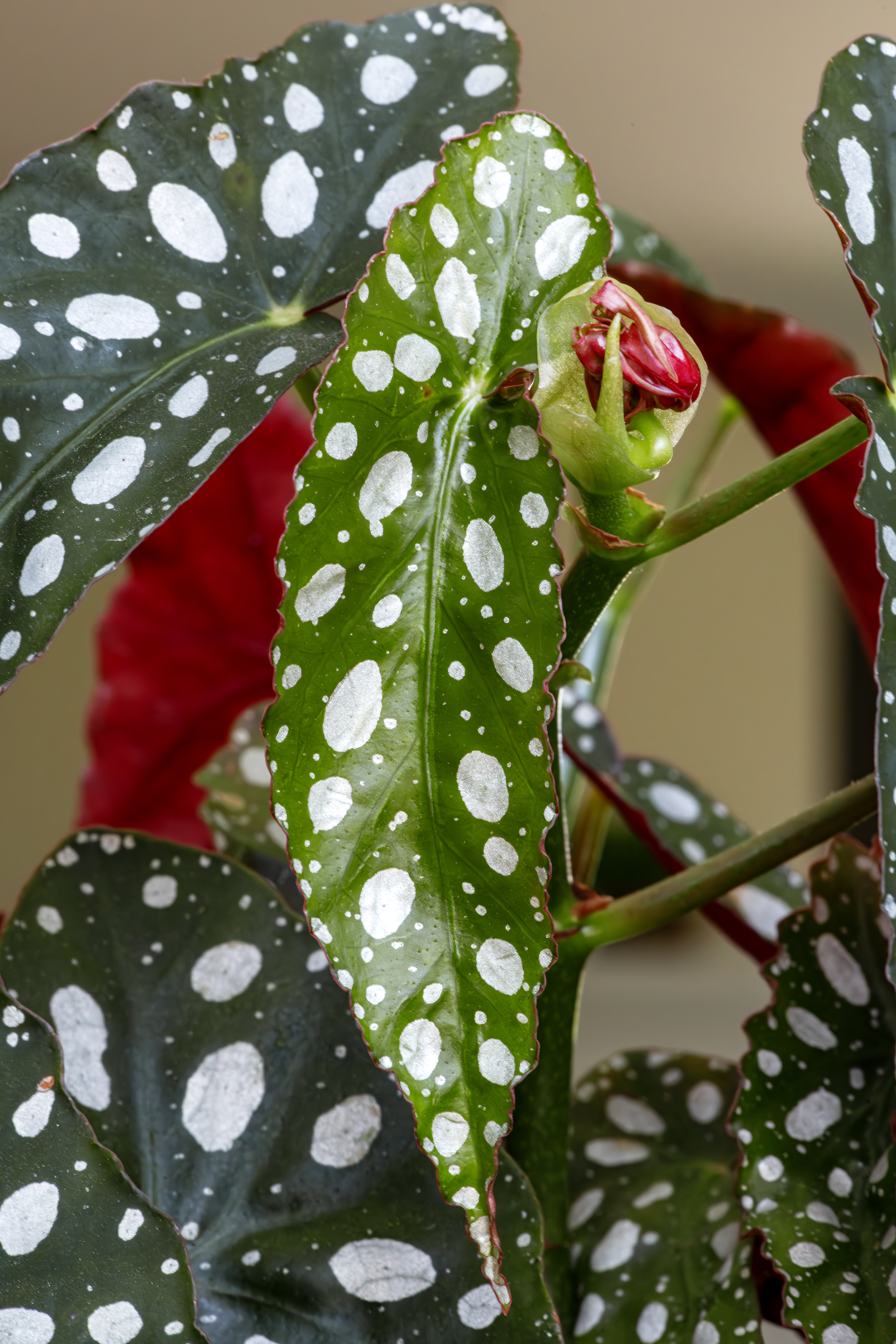
Lá non
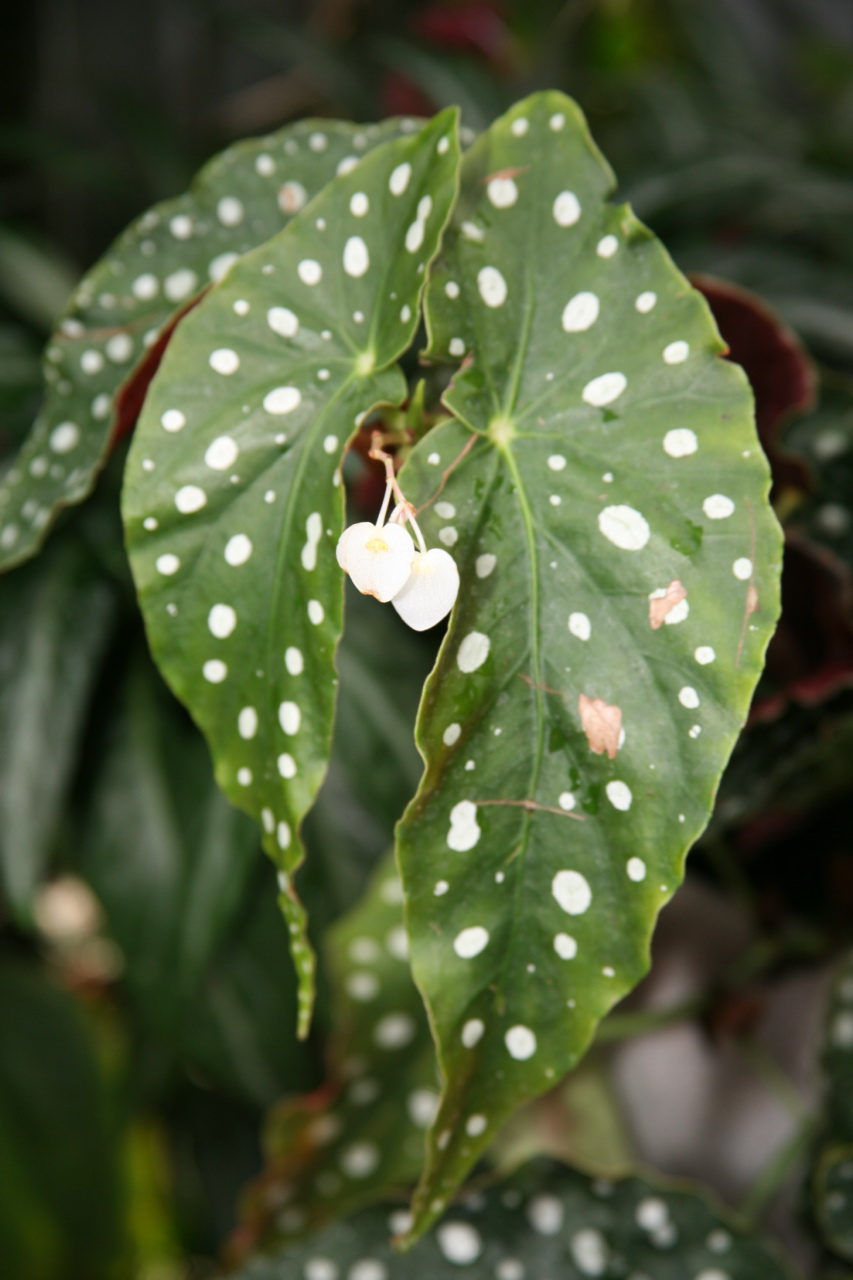
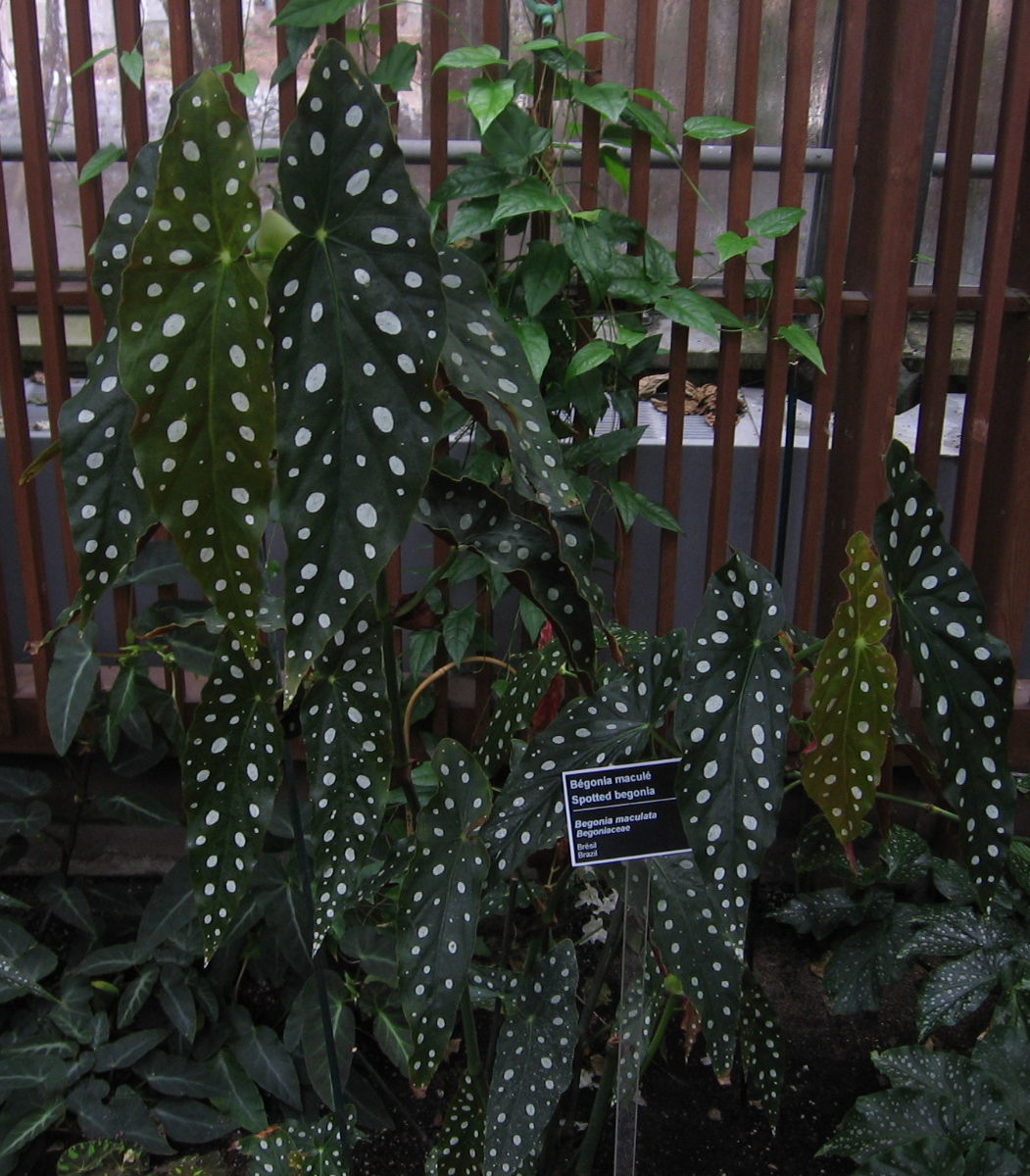
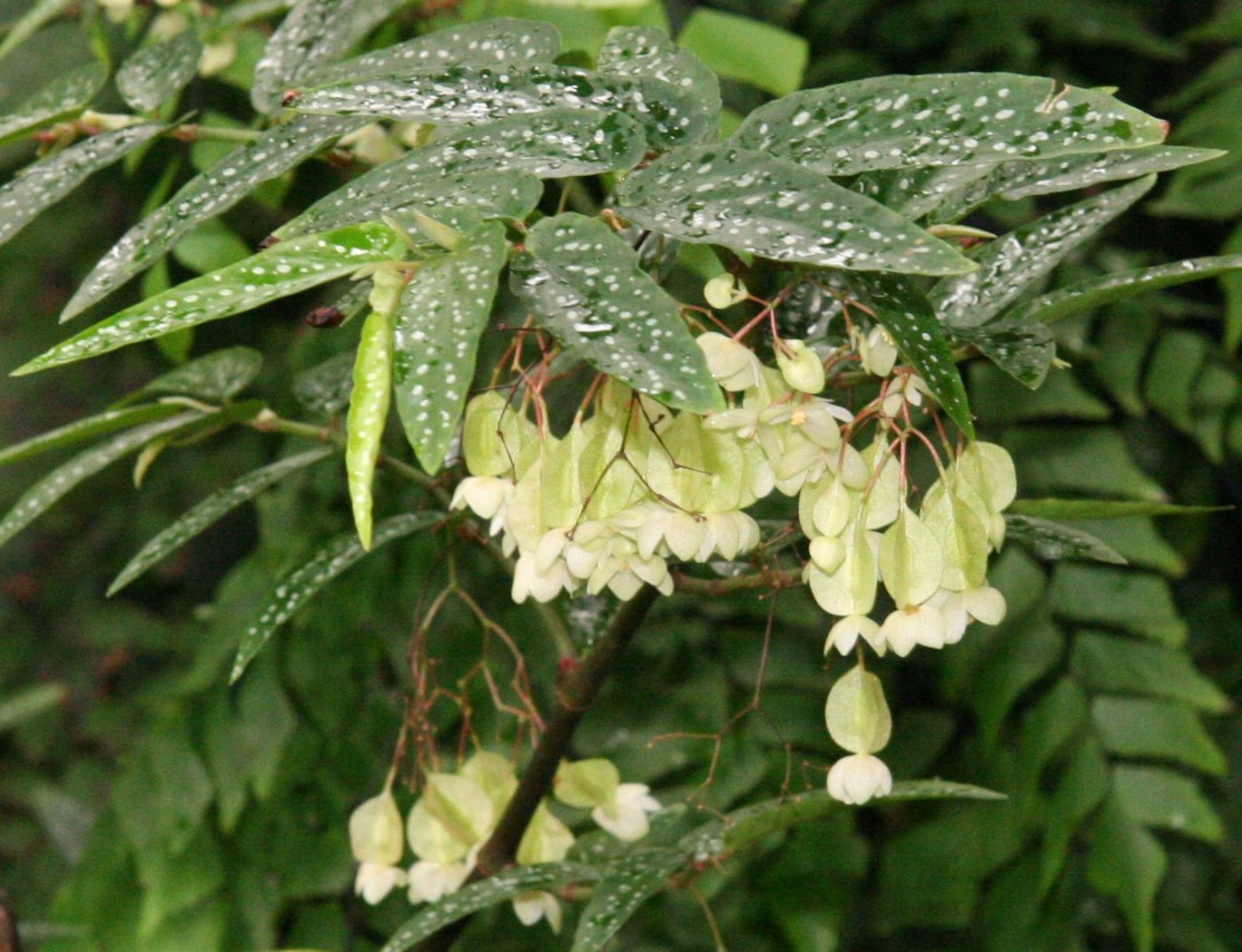
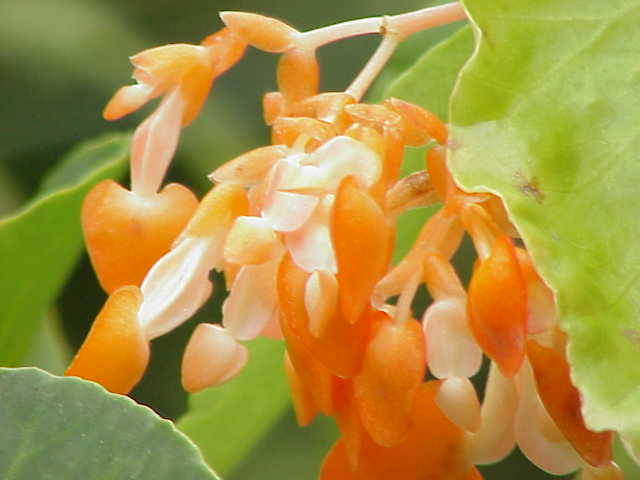